# Mikuru Suzuki
Mikuru Suzuki (jap. 鈴木 未来 Suzuki Mikuru, * 5. Februar 1982 in der Präfektur Kagawa) ist eine japanische Dartspielerin.

## Karriere
Suzukis Profikarriere als Steeldarts-Spielerin begann im Jahr 2016 bei der British Darts Organisation. Beim World Masters 2012, ihrem ersten Darts-Major, schied Suzuki in der Runde der letzten 32 gegen Maria O’Brien aus. Ein Jahr erreichte sie nach einem 4:2-Sieg über Lisa Ashton das Viertelfinale, in welchem sie sich Corrine Hammond geschlagen geben musste. Auch 2018 kam Suzuki ins Viertelfinale, verlor diesmal allerdings gegen Deta Hedman.
Über den International Qualifier erreichte Suzuki die Teilnahme an der BDO World Darts Championship 2019. Bei ihrem WM-Debüt errang Suzuki direkt ihren ersten Weltmeistertitel, indem sie auf dem Weg dorthin unter anderem erneut Lisa Ashton in der ersten Runde aus dem Turnier warf. Im Finale bescherte ihr schließlich ein Sieg in 3:0-Sätzen über Lorraine Winstanley den Titel.
Einen Monat später gewann Suzuki die Dutch Open. 2019 erreichte sie auch ihre erste Teilnahme bei der BDO World Trophy. Dort erreichte sie nach einem 4:3-Sieg über Fallon Sherrock das Viertelfinale, in welchem sie gegen Aileen de Graaf verlor. Im Oktober sicherte sie sich den WM-Titel bei der World Darts Federation im Einzel und im Doppel. Als BDO-Weltmeisterin qualifizierte sich Suzuki für ihren Verband für den Grand Slam of Darts 2019, wo sie nach drei Niederlagen gegen Gerwyn Price, Dimitri Van den Bergh und Robert Thornton in der Gruppenphase ausschied. Noch im selben Monat qualifizierte sie sich jedoch erneut für ein PDC-Event. Sie gewann den Rest of the World Women’s-Qualifier für die PDC World Darts Championship 2020. Dort spielte sie am 15. Dezember gegen den Engländer James Richardson, gegen den sie die Sensation der ersten Frau mit einem gewonnenen Spiel bei der PDC-Weltmeisterschaft verpasste und sich erst im letzten Last-Leg-Decider mit 2:3 Sätzen geschlagen geben musste. Dies gelang schließlich zwei Tage später Fallon Sherrock.
2020 begann für sie mit der erfolgreichen Titelverteidigung ihres Weltmeistertitels, in dem sie Lisa Ashton im Finale mit 3:0 in Sätzen schlug. Eine Woche später nahm Suzuki an der PDC Qualifying School teil, konnte aber nur ein Spiel gewinnen.
Beim Grand Slam of Darts 2020 war Suzuki kurz davor die damalige Nummer 3 der Welt Gerwyn Price zu schlagen. Bei der 4:5-Niederlage vergab Suzuki insgesamt vier Matchdarts. Auch die anderen beiden Spiele verlor sie und schied damit zum zweiten Mal als Gruppenletzte aus.
Im Jahr 2021 ging Suzuki bei der PDC Women’s Series an den Start. Nachdem sie bereits ein Halbfinale und ein Finale erreichen konnte, gelang ihr beim zwölften Turnier der Sieg, indem sie Lisa Ashton mit 5:3 besiegen konnte.
Als aktuelle Damen-Weltmeisterin war Suzuki für die WDF World Darts Championship 2022 qualifiziert. Dabei gewann sie in Runde eins gegen Laura Turner mit 0:2, bevor sie Aileen de Graaf mit 1:2 unterlag und damit erstmals ein Spiel bei einer Damen-Weltmeisterschaft verlor.
Im Mai gewann Suzuki den West Japan Cup, indem sie im Finale mit 4:1 gegen Yukie Sakaguchi gewann.
Anfang August nahm Suzuki an den Australian Darts Open 2022 teil. Das Turnier, bei dessen Erstaustragung 2019 sie bereits ins Finale gekommen war, galt nun als Platin-Event der WDF und hatte somit einen Qualifikationsplatz für die WDF World Darts Championship 2023 zu bieten. Suzuki konnte ihre Vorrundengruppe mit zwei Siegen für sich entscheiden und somit ins Halbfinale einziehen. Dies gewann sie ebenfalls mit 6:2 gegen die Neuseeländerin Wendy Harper. Im Finale musste sie sich jedoch der aktuellen Weltmeisterin Beau Greaves mit 5:8 geschlagen geben.
Ende September qualifizierte sich Suzuki für die PDC Asian Championship, bei der auch Startplätze für die PDC-WM vergeben wurden. Sie gewann ihr erstes Gruppenspiel knapp mit 5:4 gegen Hussain Nadir Abdulla Ali, musste sich dann jedoch Yuichiro Ogawa mit 0:5 deutlich geschlagen geben und schied als Gruppenletzte aus.
Anfang Dezember ging Suzuki dann beim World Masters 2022 an den Start. Sie spielte sich dabei bis ins Achtelfinale, welches sie jedoch gegen die Spanierin Almudena Fajardo mit 4:5 verlor. Bei den World Open am gleichen Wochenende entschied sie sich dafür, nicht anzutreten. Den Qualifier für die WDF World Darts Championship 2023 spielte sie jedoch wieder und erreichte dabei das Endspiel, welches sie ebenfalls gegen Fajardo verlor. Somit ist Suzuki zum ersten Mal seit 2018 nicht für eine Weltmeisterschaft qualifiziert.
Im Juni 2024 gewann Suzuki die Ulaanbaatar Open in der Mongolei. Im Finale besiegte sie dafür Oyun-Erdene Narantsetseg mit 4:0. Diesen Titel konnte sie 2025 mit einem 4:0-Sieg gegen Momoka Hayashi verteidigen. Zusätzlich gewann Suzuki 2025 die Mongolian Open mit einem 4:1-Erfolg über Mayu Shimizu.

## Weltmeisterschaftsresultate

### BDO
- 2019: Siegerin (3:0-Sieg gegen  Lorraine Winstanley)
- 2020: Siegerin (3:0-Sieg gegen  Lisa Ashton)

### PDC
- 2020: 1. Runde (2:3-Niederlage gegen  James Richardson)
- 2024: 1. Runde (0:3-Niederlage gegen  Ricardo Pietreczko)

### WDF
- 2022: Achtelfinale (1:2-Niederlage gegen  Aileen de Graaf)

## Titel

### BDO
- Major-Turniere
  - BDO World Darts Championship: (2) 2019, 2020
  - Dutch Open: (1) 2019
- Weitere
  - 2015: Hong Kong Open
  - 2017: Hong Kong Open
  - 2018: Hong Kong Open, Japan Open, Korea Open
  - 2019: Pacific Masters, Swedish Open

### PDC
- PDC Women’s Series
  - PDC Women’s Series 2021: 12
  - PDC Women’s Series 2023: 3, 8, 17
  - PDC Women’s Series 2024: 3, 8

### WDF
- Silber-Turniere:
  - Japan Open: (2) 2018, 2022
- Bronze-Turniere:
  - West Japan Cup: (1) 2022
  - Ulaanbaatar Open: (2) 2024, 2025
  - Mongolian Open: (1) 2025
- Cups
  - WDF World Cup Einzel: (1) 2019
  - WDF World Cup Doppel: (1) 2019
  - WDF Asia-Pacific Cup Einzel: (2) 2016, 2018
  - WDF Asia-Pacific Cup Team: (1) 2018